# Bulldogs de Liège
Bulldogs de Liège (Buldoci z Lutychu) je belgický klub ledního hokeje z Lutychu. Hraje amatérskou belgickou hokejovou ligu.
Barvami Buldoků jsou červená, modrá a bílá. Domácí aréna se nazývá Coronmeuse.